# Новонаталівська сільська рада
Новоната́лівська сільська́ ра́да — адміністративно-територіальна одиниця та орган місцевого самоврядування в Чаплинському районі Херсонської області. Адміністративний центр — село Новонаталівка.

## Загальні відомості
Новонаталівська сільська рада утворена в 1909 році.
- Територія ради: 60 км²
- Населення ради: 1 352 особи (станом на 2001 рік)

## Населені пункти
Сільській раді підпорядковані населені пункти:
- с. Новонаталівка
- с. Наталівка

## Склад ради
Рада складається з 16 депутатів та голови.
- Голова ради: Шевченко Станіслав Васильович
- Секретар ради: Токарська Валентина Василівна

### Керівний склад попередніх скликань
| Прізвище, ім'я, по батькові   | Основні відомості                                                               | Дата обрання | Дата звільнення |
| ----------------------------- | ------------------------------------------------------------------------------- | ------------ | --------------- |
| Осінній Валерій Вікторович    | Сільський голова, 1963 року народження                                          | 22.08.2006   | 30.05.2008      |
| Шевченко Станіслав Васильович | Сільський голова, 1959 року народження, освіта середня спеціальна, безпартійний | 31.10.2010   |                 |

Примітка: таблиця складена за даними сайту Верховної Ради України

### Депутати
За результатами місцевих виборів 2010 року депутатами ради стали:

#### За суб'єктами висування
| Суб'єкт висування                                       | Кількість обраних депутатів | %    |
| ------------------------------------------------------- | --------------------------- | ---- |
| Комуністична партія України                             | 6                           | 37,5 |
| Партія регіонів                                         | 4                           | 25   |
| Самовисування                                           | 4                           | 25   |
| Політична партія Всеукраїнське об'єднання «Батьківщина» | 1                           | 6,3  |
| Селянська партія України                                | 1                           | 6,3  |

#### За округами
| № округу                                                | Прізвище, ім'я, по батькові    | Дата визнання обраним | Освіта             | Партійна приналежність            | Відомості про обраного депутата                                                              |
| ------------------------------------------------------- | ------------------------------ | --------------------- | ------------------ | --------------------------------- | -------------------------------------------------------------------------------------------- |
| Комуністична партія України                             |                                |                       |                    |                                   |                                                                                              |
| 1                                                       | Єрохін Олександр Олександрович | 31.10.2010            | вища               | член Комуністичної партії України | Новонаталівський ясла-сад, охоронець                                                         |
| 2                                                       | Бачу Галина Миколаївна         | 31.10.2010            | вища               | член Комуністичної партії України | тимчасово не працює                                                                          |
| 4                                                       | Квятковська Тетяна Юріївна     | 31.10.2010            | вища               | позапартійна                      | Новонаталівський фельдшерсько-акушерський пункт, фельдшер                                    |
| 7                                                       | Довга Тетяна Василівна         | 31.10.2010            | вища               | позапартійна                      | Новонаталівська сільська рада, землевпорядник                                                |
| 8                                                       | Пшик Неллі Германівна          | 31.10.2010            | вища               | позапартійна                      | Новонаталівський ясла-сад, вихователь                                                        |
| 16                                                      | Андрєєв Віталій Михайлович     | 15.11.2010            | середня            | позапартійний                     | приватний підприємець, фермер                                                                |
| Партія регіонів                                         |                                |                       |                    |                                   |                                                                                              |
| 3                                                       | Хомутецький Юрій Олександрович | 31.10.2010            | вища               | член Партії регіонів              | Фермерсье господарство «Новонаталівське», голова                                             |
| 9                                                       | Корда Валентина Іванівна       | 31.10.2010            | вища               | член Партії регіонів              | Новонаталівська сільська рада, касир                                                         |
| 11                                                      | Гузар Оксана Василівна         | 31.10.2010            | вища               | член Партії регіонів              | Торговий Дім «Долинське», різноробоча                                                        |
| 13                                                      | Гесс Володимир Олександрович   | 31.10.2010            | середня            | член Партії регіонів              | тимчасово не працює                                                                          |
| Політична партія Всеукраїнське об'єднання «Батьківщина» |                                |                       |                    |                                   |                                                                                              |
| 14                                                      | Романенко Людмила Миколаївна   | 31.10.2010            | вища               | позапартійна                      | тимчасово не працює                                                                          |
| Селянська партія України                                |                                |                       |                    |                                   |                                                                                              |
| 5                                                       | Токарський Микола Порфирович   | 31.10.2010            | вища               | член Селянської партії України    | Чаплинський районний центр соціальних служб для сім'ї, дітей та молоді, провідний спеціаліст |
| Самовисування                                           |                                |                       |                    |                                   |                                                                                              |
| 6                                                       | Рубель Людмила Василівна       | 19.02.2012            | вища               | член Комуністичної партії України | Новонаталівська сільська рада, головний бухгалтер                                            |
| 10                                                      | Рубель Микола Миколайович      | 28.04.2013            | середня спеціальна | позапартійний                     | тимчасово не працює                                                                          |
| 12                                                      | Спиця Анатолій Пилипович       | 18.07.2011            | середня спеціальна | член Партії регіонів              | тимчасово не працює                                                                          |
| 15                                                      | Власова Тетяна Миколаївна      | 02.01.2011            | середня спеціальна | член Партії регіонів              | тимчасово не працює                                                                          |

## Населення
Згідно з переписом УРСР 1989 року чисельність наявного населення сільської ради становила 1271 особа, з яких 578 чоловіків та 693 жінки.
За переписом населення України 2001 року в сільській раді мешкала 1331 особа.

### Мова
Розподіл населення за рідною мовою за даними перепису 2001 року:
| Мова       | Відсоток |
| ---------- | -------- |
| українська | 83,43 %  |
| російська  | 4,66 %   |
| болгарська | 0,22 %   |
| молдовська | 0,07 %   |
| угорська   | 0,07 %   |
| інші       | 11,55 %  |